# عباس ادهم
عباس ادهم  (۱۲۶۴ تبریز – ۹ آبان ۱۳۴۸) معروف به اعلم‌المک پزشک و وزیر بهداری، سناتور مجلس سنا ، عضو هیئت مدیره جمعیت شیر و خورشید سرخ ایران و رئیس جمعیت آذربایجانی‌های مقیم مرکز بود. او در زمان ولیعهدی احمدشاه قاجار مدتی پزشک مخصوصش بود.

## زندگی شخصی
عباس ادهم به سال ١٢۶۴ در تبریز بدنیا آمد. پدرش زین‌العابدین ادهم ملقب به لقمان‌الممالک پزشک دربار ناصرالدین‌شاه و مظفرالدین‌شاه و بنیانگذار دبستان لقمانیه، سومین دبستان در تبریز بود. او سه برادر با نام‌های محمدحسین،محمدحسن و صالح داشت که همه دارای مناصب پزشکی و سیاسی بودند. 
- محمدحسین لقمان‌ادهم(١٢۵٨–١٣٢٩) :ملقب به لقمان‌الدوله و معین‌الاطبا پزشک ایرانی و نخستین رئیس دانشکده پزشکی دانشگاه تهران بود.
- ‌محمدحسن لقمان‌ادهم(۱۲۶۳–۱۳۳۶) : معروف به حکيم‌الدوله پزشک و دولتمرد دوران قاجار و پهلوی و نخستین وزیر صحیه (بهداری) ایران بود.[۲][۳]
- صالح ادهم(۱۲۶٨–۱۳٣٠) ملقب به حشمت‌السلطنه حقوقدان و رئیس دفتر احمدشاه آخرین شاه قاجار بود.[۴]

## تحصیلات
تحصیلات مقدماتی و متوسطه را در مدرسه لقمان تبریز گذراند و برای تحصیل پزشکی به پاریس رفت. در سال ۱۲۸۸ خورشیدی از دانشکده پزشکی دانشگاه پاریس موفق به دریافت درجه دکترا، جایزه پایان‌نامه و مدال علمی شد و نماینده ایران در کنگره تعطیلات عمومی بین‌المللی پاریس شد. 
پس از بازگشت به ایران پزشک ویژه ولیعهد احمدمیرزا (بعدا احمدشاه) و عضو مجلس حفظ‌‌الصحه دولتی شد. از جمله اقدامات وی کمک مالی به مدرسه فیوضات تبریز، تأسیس نخستین مدرسه متوسطه رسمی آذربایجان با نام محمدیه، تأسیس دارالعجزه، کتابخانه و دارالتربیت تبریز، مدرسه صنایع مستظرفه و بیمارستان احمدیه بود. 
در جنگ جهانی اول که بیماری وبا از قفقاز به آذربایجان سرایت کرد اقدامات دکتر اعلم‌الملک از انتشار این بیماری در تبریز پیشگیری کرد. وی از سال ۱۳۱۳ تا ۱۳۱۸ رئیس بیمارستان تازه تأسیس رازی در تهران شد و در سال ۱۳۲۲ انجمن مبارزه با تریاک و الکل را تشکیل داد، تا این که در ۲۳ تیر ۱۳۲۵ قانون منع کشت خشخاش به تصویب هیئت دولت رسید. 
ادهم در سال ۱۳۲۷ در کابینه عبدالحسین هژیر برای نخستین بار به وزارت رسید. در اواخر سال نیز با همین سمت وارد کابینه ساعد شد. از ۲۴ فروردین ۱۳۳۶ تا ۲۵ اسفند ۱۳۳۸ سناتور انتخابی در دوره دوم مجلس سنای ایران بود. رئیس جمعیت آذربایجانی‌های مقیم مرکز و عضو هیئت مدیره جمعیت شیر و خورشید سرخ ایران نیز بود.